# René Gottschalk
René Gottschalk (*  1956 in Frankfurt am Main) ist ein deutscher Facharzt für Innere Medizin/Infektiologie, Facharzt für Öffentliches Gesundheitswesen sowie Diplomingenieur für Biomedizinische Technik.

## Leben und Wirken
René Gottschalk absolvierte nach dem Abitur ab 1976 eine Ausbildung als Biotechniker bei der Hoechst AG, studierte Bio-Ingenieurwesen in Gießen und war anschließend als Diplom-Ingenieur bei der Hoechst AG tätig. 1982 begann er sein Medizinstudium an der Goethe-Universität Frankfurt, wo er 1989 promoviert wurde. Seine Ausbildung zum Facharzt für Innere Medizin erfolgte am Universitätsklinikum Frankfurt, wo er bis 1998 als Assistenzarzt in diesem Fachbereich wirkte. 2004 erwarb er eine Zusatzqualifikation für Infektiologie, seit 2001 ist er Facharzt für Öffentliches Gesundheitswesen. Forschungsaufenthalte führten ihn in die USA, nach Israel, Afrika, Australien und Asien.
1998 übernahm Gottschalk im Gesundheitsamt Frankfurt am Main die Leitung der Abteilung Infektiologie. Von 2011 bis zum Eintritt in den Ruhestand im Jahr 2021 war er Leitender Medizinaldirektor des Gesundheitsamtes der Stadt Frankfurt am Main. 2005 habilitierte er sich an der Goethe-Universität zum Thema „Management von SARS im Öffentlichen Gesundheitsdienst“. 2011 wurde er zum außerplanmäßigen Professor für Öffentliches Gesundheitswesen und Gesundheitsschutz am Institut für Medizinische Virologie des Universitätsklinikums Frankfurt ernannt.
Von 2002 bis Ende 2023 war er zudem Leiter des Kompetenzzentrums für hochpathogene Infektionserreger (KHPI) für die Bundesländer Hessen, Rheinland-Pfalz und Saarland. Das Kompetenzzentrum ist zuständig für das Management von Infektionskrankheiten durch gefährliche Erreger wie das Ebola-, Lassa- oder das Krim-Kongo-Virus.
Außerdem war er seit der Gründung im Jahr 2003 bis zum Ende seiner Amtszeit im Gesundheitsamt 2021 Sprecher des Ständigen Arbeitskreises der Kompetenz- und Behandlungszentren für Erkrankungen durch hochpathogene Erreger (STAKOB) am Robert Koch-Institut in Berlin (RKI). Als nationales Beratungsgremium bewertet dieser Arbeitskreis neue Erkenntnisse zu bestimmten Erregern/Infektionskrankheiten und gibt entsprechende Stellungnahmen für medizinische Experten ab.
Gottschalk war ständiges Mitglied des „Collaborative Arrangement for the Prevention and Management of Public Health Events in Civil Aviation“ (CAPSCA) zur Umsetzung der Richtlinien von Weltgesundheitsorganisation (WHO), Internationale Zivilluftfahrtorganisation (ICAO),  ACI und International Air Transport Association (IATA).
Für die WHO ist er Mitglied des „International Health Regulation Roster of Experts“ als Experte für Eintrittspunkte von Infektionskrankheiten insbesondere an Flughäfen. Seine Kompetenzfelder, Expertisen und Forschungsinteressen umfassen die Prävention und das Management von Epi- und Pandemien sogenannter High Consequence Infectious Diseases (HCID – namentlich virale hämorrhagische Fieber und Bioterrorismus), Fragen und Probleme des Infektionsschutzes in der Luftfahrt, sowie die Öffentliche Gesundheit von Kommunen.
Seit 2023 ist er Vorsitzender der Deutschen Gesellschaft für öffentliche Gesundheit und Bevölkerungsmedizin. Ziele dieser medizinischen Fachgesellschaft sind die Förderung von Wissenschaft, Forschung und Lehre auf dem Gebiet der Bevölkerungsmedizin.

## Auszeichnungen (Auswahl)
(Quelle: HMdF)
- 1991: Preis der Gesellschaft der Freunde Paul Ehrlichs
- 2006: Preis der Krankenhaus-Hygiene-Kongress-Stiftung
- 2015: Johann-Peter-Frank-Medaille des Bundesverbandes der Ärztinnen und Ärzte des öffentlichen Gesundheitsdienstes
- 2018: Ehrenplakette in Silber der Landesärztekammer Hessen
- 2023: Bundesverdienstkreuz am Bande
- 2024: Paracelsus-Medaille